# Communauté de communes de l’Agglomération Migennoise
Die Communauté de communes de l’Agglomération Migennoise ist ein französischer Gemeindeverband mit der Rechtsform einer Communauté de communes im Département Yonne in der Region Bourgogne-Franche-Comté. Sie wurde am 26. Dezember 2001 gegründet und umfasst acht Gemeinden. Der Verwaltungssitz befindet sich im Ort Migennes.

## Mitgliedsgemeinden
| Gemeinde                                             | Einwohner 1. Januar 2022 | Fläche km² | Dichte Einw./km² | Code INSEE | Postleitzahl |
| ---------------------------------------------------- | ------------------------ | ---------- | ---------------- | ---------- | ------------ |
| Bassou                                               | 875                      | 4,08       | 214              | 89029      | 89400        |
| Bonnard                                              | 907                      | 4,02       | 226              | 89050      | 89400        |
| Charmoy                                              | 1.108                    | 7,02       | 158              | 89085      | 89400        |
| Cheny                                                | 2.231                    | 9,72       | 230              | 89099      | 89400        |
| Chichery                                             | 434                      | 6,78       | 64               | 89105      | 89400        |
| Épineau-les-Voves                                    | 711                      | 7,05       | 101              | 89152      | 89400        |
| Laroche-Saint-Cydroine                               | 1.209                    | 8,95       | 135              | 89218      | 89400        |
| Migennes                                             | 6.878                    | 16,58      | 415              | 89257      | 89400        |
| Communauté de communes de l’Agglomération Migennoise | 14.353                   | 64,20      | 224              | –          | –            |